# 河西・遠山プロデュース『脱獄女子』
河西・遠山プロデュース『脱獄女子』 は、地下アイドル業界の実態や裏事情をテーマにした舞台シリーズ「河西・遠山プロジェクト」の作品。

## 概要
2017年11月、所属事務所に対して訴訟提起したアイドルグループ虹色fanふぁーれの元メンバー2人が主演を務める地下アイドルの実態に踏み込んだ異色の舞台。
プロデューサーを務める数々の芸能トラブルを手掛け地下アイドル業界に精通する弁護士の河西邦剛（レイ法律事務所）と、制作責任者を務める劇団チキンハート主宰の遠山雄が中心となり、芸能界の闇をテーマに舞台等を通じて演出していく企画。河西と遠山は千葉国際高等学校（現 翔凜高等学校） の同級生であり同じ部屋で寮生活をしていた。弁護士になった河西と劇団主宰である遠山が芸能界の闇に着目し舞台化したのが本作である。遠山が「プロデューサーの河西と名前が類似していたことから脱獄女子の会場をシアターKASSAIが面白いのではないか」と提案したことから会場が決まった。河西は元虹色fanふぁーれメンバーが所属事務所であったデートピアに訴訟提起した際の原告ら元メンバーの代理人である。脚本家は劇団チキンハートの安本文哉。

## あらすじ
「アイドルになりたい」思い描いたのはいつの頃だっただろうか。テレビに映るスター達、幼い頃に真似をしたダンスや歌。自分がアイドルになり現実に直面したとき、華やかに見えたテレビの中の芸能界の現実は果てしなく遠くつらいものでした。夢を見る少女達に待っていたのは芸能界の深い闇だった。でもファンの人がいるから本当の私は絶対に見せない。
暗く冷たい感情を押し殺しながら少女達は今日も笑顔を守る。しかし事務所は容赦ないほどに少女達を追い込む。自分の夢を信じ、費やした汗と涙。「私達は夢を取り返したいんです」。夢を貪り続けられた大人達から脱け出し戦うことを決めた少女達の反撃が始まる。

## 日時
- 2018年7月11日～15日（全8ステージ）
- シアターKASSAI

## キャスト
- 言葉乃アヤ（元虹色fanふぁーれ）
- 春野次なつ（元虹色fanふぁーれ）
- 菜那
- 東別府夢
- 相原恵利花
- 元女咲紀
- 舞広茉子
- 稲垣成美
- 井原正貴
- 今井 大樹公式チャンネル
- 島田勇矢
- 宮崎佑介
- 野々宮楓
- 山本大輝
- 畠尚之
- 和賀井健人
- 佐々木柔
- 神林美優
- 志奈ちひろ